# Uzias Mocotó
Uzias Silva Filho, o Uzias Mocotó  (Carangola, 11 de julho de 1951) é um político brasileiro.

## Biografia
Nascido em Minas Gerais, mudou-se para o município fluminense de São João de Meriti aos três anos de idade. Começou a trabalhar aos seus 14 anos. Dentre várias funções, trabalhou como como cobrador de ônibus, feirante, vendedor de tecidos, auxiliar de produção e comerciante.
Foi eleito para seu primeiro mandato, de vereador, em 1988.
Se reelegeu para o mandato de vereador outras duas vezes (1992 e 1996).
Em 1998 foi eleito deputado estadual, sendo reeleito em 2002 com  45.262 votos, a maioria da Baixada Fluminense.
Em 2004 se candidatou à prefeito de São João de Meriti, obtendo êxito e vencendo Sandro Mattos, seu adversário político, no segundo turno.
Foi prefeito de São João de Meriti de 2005 a 2008.